# Veille (mode de fonctionnement)
La veille est un mode de fonctionnement d'un dispositif mécanique, électronique ou informatique dans lequel la plupart de ses fonctions sont arrêtées temporairement, dans le but de diminuer sa consommation de carburant ou électrique.

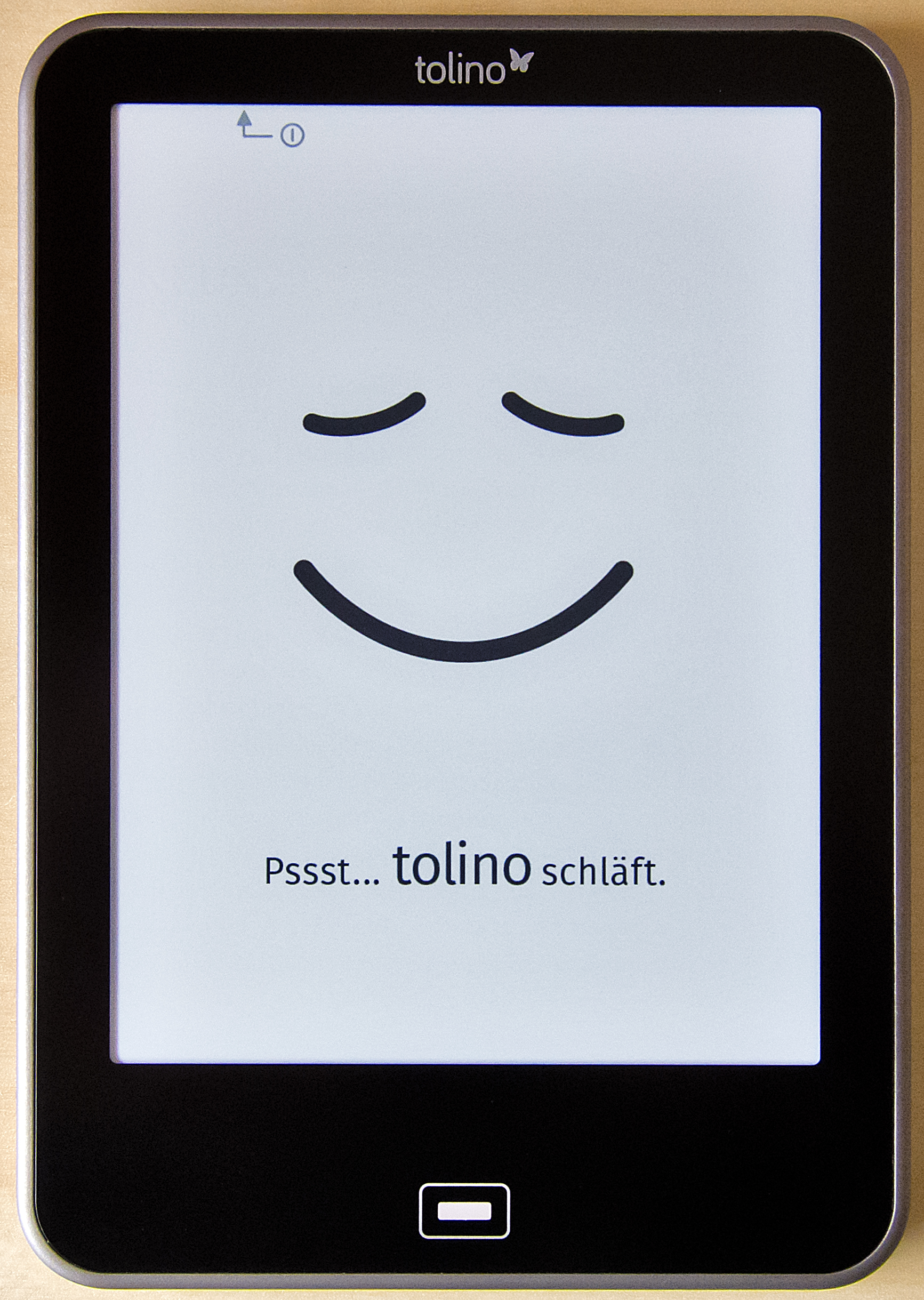
Un livre numérique en mode veille.

## Origine du principe
Historiquement, les appareils électriques étaient branchés, utilisés, puis éteints entre deux usages. Avec le besoin croissant de disponibilité des équipements s'est posé le problème du maintien en fonctionnement quasi permanent. Le maintien en fonctionnement permanent à plein régime pose à l'évidence de nombreux problèmes : forte consommation énergétique, usure mécanique des pièces en mouvement, nuisance sonore, etc. Une solution intermédiaire consiste à diminuer le régime d'activité ou d'arrêter certains composants de l'équipement, tout en gardant actifs les composants essentiels. Ainsi, une fois l'équipement en veille, il va rester en attente et sera réactivé au besoin, et ceci de façon bien plus rapide que s'il avait été éteint et allumé de nouveau.
Selon le degré de technologie de l'équipement, la mise en veille peut s'effectuer par des paliers plus ou moins marqués ou de façon progressive.

## Mise en veille en informatique
Au niveau d'un ordinateur, on distingue plusieurs niveaux de veille :
- l'état du système d'exploitation dit inactif, pour lequel certains logiciels comme l'économiseur d'écran se mettent en œuvre[1] ;
- la veille simple où certains composants matériels (écran, disque dur…) sont arrêtés par des signaux spécifiques
- la veille prolongée, aussi appelée hibernation (en référence au phénomène animal) où le matériel est éteint tandis que toute la mémoire vive est copiée sur le disque dur, ce qui conserve tout l'état logiciel courant du système d'exploitation et des logiciels éventuellement en cours d'exécution, etc. Cela permet de ne plus consommer d'énergie[1].

## Mise en veille en audiovisuel et électroménager
Le plus fréquemment, les appareils audiovisuels et électroménagers sont maintenus en veille pour pouvoir être rallumés plus rapidement par une télécommande. Dans ce cas, le système de veille est à l'origine d'un gaspillage d'énergie. Depuis 2009, ces appareils ne doivent pas consommer plus de 1,0 watt en mode veille ou arrêt. Depuis 2013, cette limite a été baissée à 0,5 watt.

### Liste des appareils concernés
- Appareils ménagers électriques : Lave-linge, Sèche-linge, Lave-vaisselle, Appareil de cuisson, Four électrique, Plaque de cuisson, Four à micro-ondes, Grille-pain, Friteuse, Moulin à café, machine à café et appareils permettant d’ouvrir ou de sceller des récipients ou des emballages, Couteau électrique, Autres appareils permettant la cuisson ou tout autre traitement des produits alimentaires ou le nettoyage et l’entretien du linge, Tondeuses à cheveux, sèche-cheveux, brosse à dents électrique, rasoir, appareils de massage et autres appareils de soins corporels, Balance [2].
- Équipements de traitement de l’information principalement utilisés dans un environnement résidentiel [2].
- Électronique de loisirs : Poste de radio, Récepteur de télévision, Caméra vidéo, Enregistreur vidéo, Enregistreur audio haute fidélité, Amplificateur audio, Système de cinéma à domicile, Instruments de musique, tout autre équipement destiné à l’enregistrement ou à la reproduction de son ou d’images, y compris les signaux et autres techniques de distribution de son et d’images autres que par les télécommunications [2].
- Jouets, équipements de loisirs et de sport : Train et circuit électrique, Console de jeux vidéo portable, équipements de sports comportant des composants électriques ou électroniques, autres jouets, équipements de loisirs et de sport [2].

## Automobile
En automobile, la mise en veille consiste à arrêter le moteur lors de l'immobilisation du véhicule, par exemple dans un embouteillage ou à un feu tricolore. Cette automatisme permet des économies de carburant surtout en ville ou si la circulation est chaotique.